# Teucholabis confluentoides
Teucholabis confluentoides är en tvåvingeart som beskrevs av Alexander 1931. Teucholabis confluentoides ingår i släktet Teucholabis och familjen småharkrankar. Inga underarter finns listade i Catalogue of Life.